# Estació de trens de Lorentzweiler
L'Estació de trens de Lorentzweiler (en luxemburguès:  Gare Luerenzweiler; en francès: Gare de Lorentzweiler, en alemany:  Bahnhof Lorentzweiler) és una estació de tren que es troba a Lorentzweiler, al centre de Luxemburg. La companyia estatal propietària és Chemins de Fer Luxembourgeois. L'estació està situada en el ramal ferroviari de la línia 10 CFL, que connecta la ciutat de Luxemburg amb el centre i nord del país.

## Servei
Lorentzweiler rep els serveis ferroviaris pels trens de Regionalbahn (RB) amb relació a la línia 10 CFL entre Luxemburg i Diekirch.